# Peter Broadbent
Peter Broadbent  (Elvington, Kent, 1933. május 15. – Himley, Staffordshire, 2013. október 1.) válogatott angol labdarúgó, fedezet.

## Pályafutása

### Klubcsapatban
1949–50-ben a Dover Athletic ifjúsági csapatában szerepelt. A következő idényben a Brentford első csapatában játszott. 1951 és 1965 között a Wolverhampton Wanderers labdarúgója volt, ahol három bajnok címet és egy angol kupa győzelmet szerzett a csapattal. Ezt követően játszott még a Shrewsbury Town, az Aston Villa, a Stockport County és a Bromsgrove Rovers csapataiban. 1971-ben vonult vissza az aktív labdarúgástól.

### A válogatottban
Egy-egy alkalommal szerepelt 1954-ben az angol U23-as és 1956-ban az angol-B válogatottban. 1958 és 1960 között hét alkalommal játszott az angol válogatottban és két gólt szerzett. Tagja volt az 1958-as svédországi világbajnokságon részt vevő csapatnak.

## Sikerei, díjai
Wolverhampton Wanderers
- bajnok: Angol bajnokság
  - 1953–54, 1957–58, 1958–59
- Angol kupa (FA Cup)
  - győztes: 1960
- Angol szuperkupa (FA Charity Shield)
  - győztes: 1959